# Mylothris similis
Mylothris similis är en fjärilsart som beskrevs av Percy I. Lathy 1906. Mylothris similis ingår i släktet Mylothris och familjen vitfjärilar. Inga underarter finns listade i Catalogue of Life.